# Avatar (švédská hudební skupina)
Avatar je švédská melodic deathmetalová hudební skupina založená v roce 2001 ve městě Göteborg. Debutové album Thoughts of No Tomorrow vydala skupina v roce 2006 a od té doby vyšlo dalších osm studiových desek, včetně zatím poslední Dance Devil Dance z roku 2023.

## Sestava
- Johannes Eckerström – zpěv (2003–dosud)
- Jonas „Kungen“ Jarlsby – kytara (2001–dosud)
- Tim Öhrström – kytara (2012–dosud)
- Henrik Sandelin – basová kytara, doprovodný zpěv (2001–dosud)
- John Alfredsson – bicí (2001–dosud)

Bývalí členové
- Simon Andersson – kytara (2001–2012)

## Diskografie
Studiová alba
- Thoughts of No Tomorrow (2006)
- Schlacht (2007)
- Avatar (2009)
- Black Waltz (2012)
- Hail the Apocalypse (2014)
- Feathers & Flesh (2016)
- Avatar Country (2018)
- Hunter Gatherer (2020)
- Dance Devil Dance (2023)

Koncertní alba
- The King Live in Paris (2019)

EP
- 4 Reasons to Die (2004)
- Black Waltz (2011)